# Cortazzone
Cortazzone là một đô thị ở tỉnh Asti vùng Piedmont thuộc Ý, nằm ở vị trí cách khoảng 30 km về phía đông nam của Torino và khoảng 14 km về phía tây bắc của Asti. Tại thời điểm ngày 31 tháng 12 năm 2004, đô thị này có dân số 637 người và diện tích là 10,4 km².
Đô thị Cortazzone có các frazioni (các đơn vị trực thuộc, chủ yếu là các làng) Vanara, Briccarello, Valmezzanavà Mongiglietto.
Cortazzone giáp các đô thị: Camerano Casasco, Cortandone, Maretto, Montafia, Roatto, Soglio và Viale.

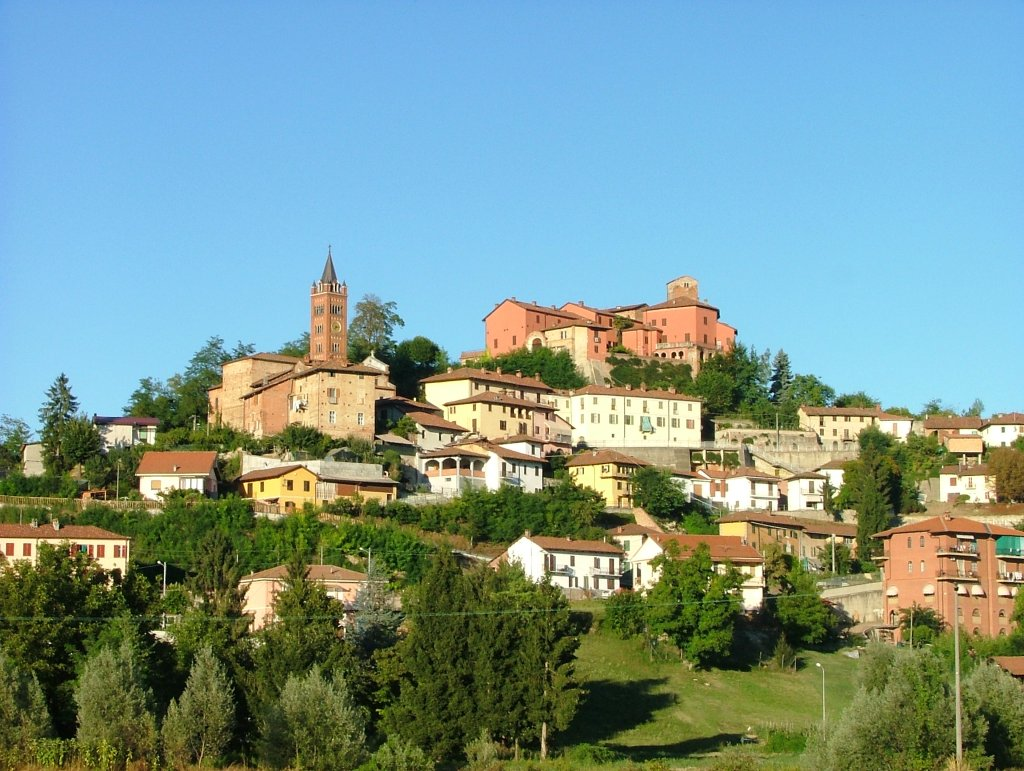
Cortazzone

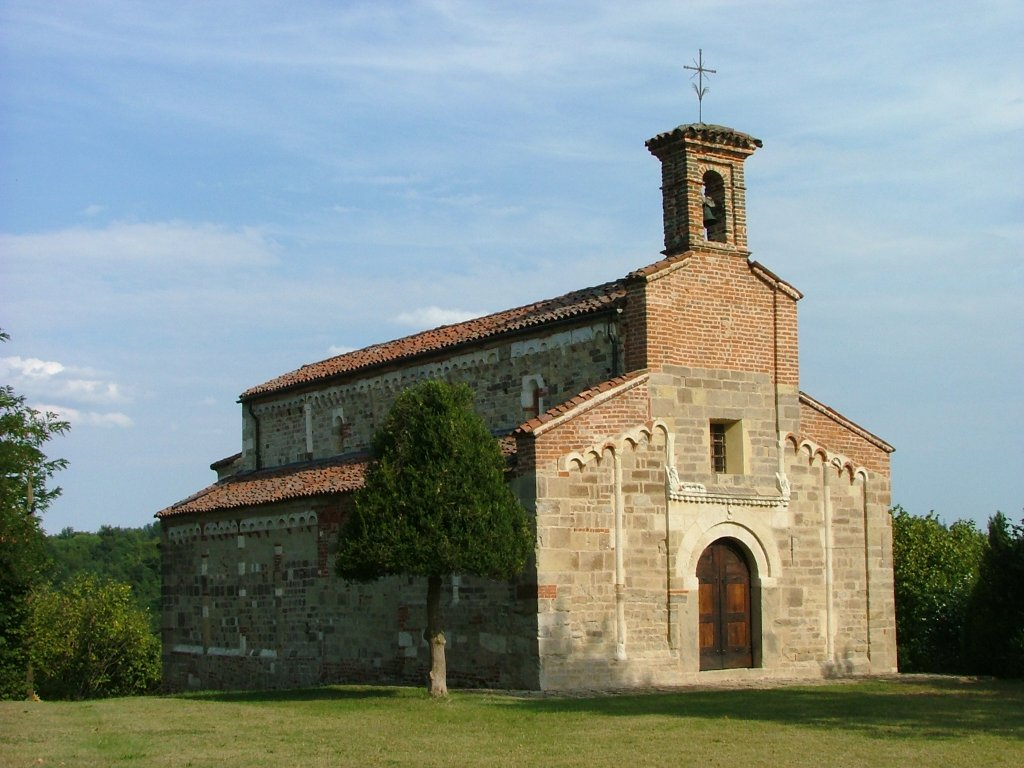
Nhà thờ theo kiến trúc Romanesque San Secondo